# Trahee

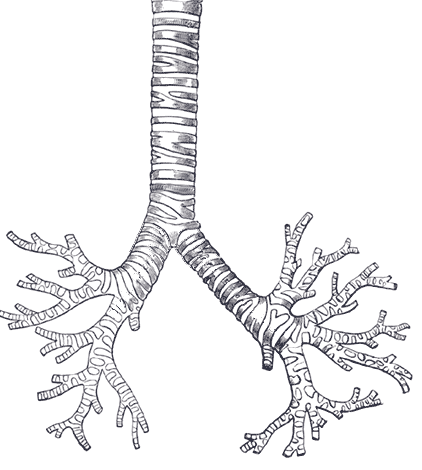
Traheea

Traheea este un tub elastic fibros și cartilaginos, la oameni și la animale, care leagă laringele de bronhii și prin care circulă aerul necesar respirației din cavitatea bucală sau nazală în bronhii. 

## Anatomia traheei
Traheea este un organ sub forma unui tub care continuă laringele până la vertebra toracică T4, unde se împarte în cele două bronhii. Traheea se întinde de la cartilajul cricoid imediat sub laringe, la limita dintre gât și torace. Are o lungime de 10 - 12 cm. Traheea este alcătuită dintr-un țesut fibroelastic rezistent, în interiorul căruia se găsesc un număr de 16 - 20 de inele incomplete de cartilaj hialin, cartilajele traheale. Diametrul traheii la adult este destul de mare (2,5 cm), dar la copii traheea este mult mai îngustă. Suprafața posterioară a traheii nu are suport cartilaginos, ci este alcătuită numai din țesut fibros și fibre musculare traheale. Acest perete posterior se află în contact direct cu esofagul, aflat imediat în spatele traheii. Faptul că traheea este incompletă posterior, are o importanță fiziologică mare, deoarece permite destinderea esofagului în timpul trecerii bolului alimentar prin acesta către stomac.

### Secțiune transversală prin trahee
În secțiunea transversală, traheea are forma unui inel incomplet. Epiteliul traheal (stratul celular care o tapetează), conține celule calciforme, care secretă mucus la suprafață și cili (perișori) subțiri, cu aspect de perie, care contribuie la captarea particulelor de praf și deplasarea lor în sus către laringe, pentru a fi îndepărtate din plămâni. Între epiteliu și inelele cartilaginoase se află un strat de țesut conjunctiv, care conține mici vase sanguine, nervi, vase limfatice și glande care secretă un mucus apos, în interiorul traheii. Există, de asemenea, numeroase fibre elastice, care contribuie la asigurarea flexibilității traheii.

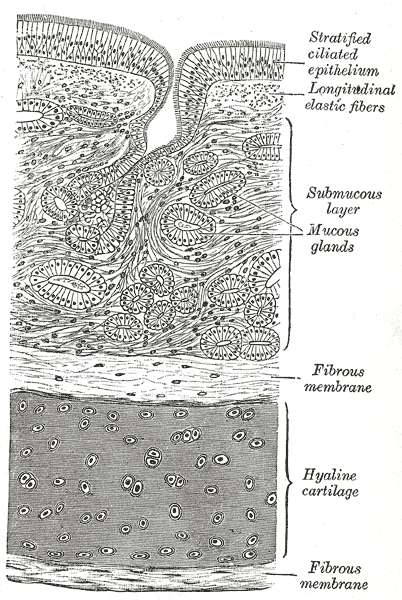
Secțiune transversală prin trahee